# 派克
派克筆公司（英語：Parker Pen Company），是一家文具製造商，由喬治·沙福·派克（George Safford Parker）於1888年在美国威斯康辛州簡斯維爾市成立，因製造世界眾多著名或具收藏價值的筆（如多福、51等）而著称。

## 歷史
創始人喬治·派克曾是約翰·霍蘭德（John Holland）金筆公司的銷售代理。他於1889年獲得首個鋼筆相關的專利。1894年派克的「Lucky Curve」專利获准，该专利用於在鋼筆不使用時將多餘的墨水送回筆中。Lucky Curve被用於不同的形狀直至1928年。
從20年代到60年代直到原子筆普及前，派克的書寫工具銷量居世界前列。1931年派克发明了Quink「快速變乾墨水」，用來防止墨渍污染，並使得Parker 51成為鋼筆發展歷史中使用最廣泛的型號（在其30年歷史中銷售額總共超過40億）。製造設備設立在加拿大、英格蘭、丹麥、法國、墨西哥與阿根廷多年。派克筆經常用來簽署重要文件，例如第二次世界大戰停戰協議，而有時會有紀念版本發行。
1976年，派克在臨時職工市場发达的時候擁有万宝盛华公司（Manpower）。當時万宝盛华獲得的收入超过其文具业。
1987年一次管理層融資收購將公司總部移到英格蘭东萨塞克斯郡纽黑文。1993年派克由吉列公司（Gillette Company）所有，吉列公司當時已擁有PaperMate品牌，其中一種最暢銷的可替換原子筆。吉列公司於2000年將書寫工具部門出售給諾威屈伯德股份（Newell Rubbermaid），一家擁有書寫工具分部Sanford的公司，擁有世上最多品牌如Rotring、Sharpie、Reynolds以及派克、PaperMate、Waterman（華特曼）與Liquid Paper。

## 型號
公司歷史中關鍵的型號包括：
- Jointless (1899年)

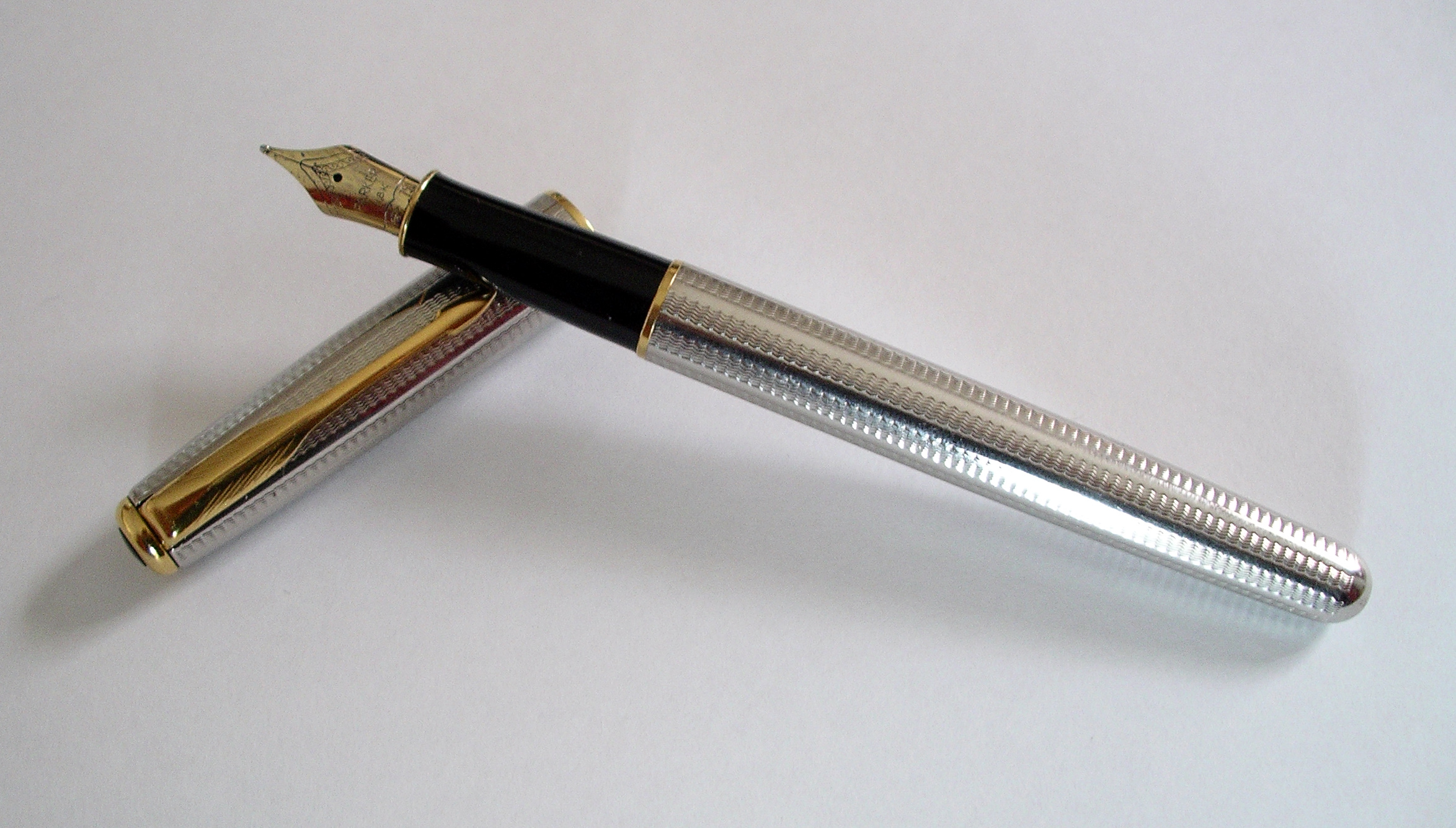
派克 Sonnet 鋼筆

- Jack Knife Safety (1909年)
- Duofold世纪系列 (1921年)
- Parker Vacumatic (1932年)
- Parker 51派克51 (1941年)
- Jotter(1954年)
- Parker 61派克61 (1956年)
- Parker 75(1964年)
- Duofold International(1987年)
- Sonnet 卓尔(商籟)系列(1993年)
- Parker Premier 派克首席
- Parker 100 派克100(2004~2006)
- Parker Frontier 派克云峰
- Parker Urban 派克都市
- Parker IM 派克IM
- Parker Vector 派克威雅
- Parker Premier 首席(尊爵)
- Parker Duofold Prestige (2016)

## 外部連結
- Parker （页面存档备份，存于） 官方網站
- ContraSistema Parker Pens 全部收藏品
- Parker Incentives （页面存档备份，存于） 派克筆的最大供應商
- parkerpens.net 非官方的愛好者網站，擁有大量關於古老派克筆的資訊
- Parker 51 Special Edition （页面存档备份，存于） 最初為重新發行的Parker 51（英语：Parker 51）官方網站，但似乎亦有其他關於派克筆的新聞
- www.parker75.com （页面存档备份，存于） 大量關於從Parker 75至今資料的嗜好網站
- PenHero.com: Pengallery: Parker （页面存档备份，存于）
- Pen Lovers: Parker Flighters Collection （页面存档备份，存于） 來自大量派克系列中所有種類的不銹鋼鋼筆